# The Get Up Kids
The Get Up Kids es una banda de Rock Alternativo estadounidense, considerada como una de las bandas más influyentes del género Emo, al igual que ser parte fundamental del movimiento Midwest Emo. Proveniente de los suburbios de Kansas City, Misuri, se formaron en la mitad de la década de los años 1990. 

## Biografía
La agrupación se formó con los integrantes de los grupos Kingpin y Secret Decoder Ring, llevando más de seis años en este ámbito.
Después de toda de la atención recibida por su EP debut "Shorty", el grupo creó tres sencillos para las discográficas independientes Contrast y Doghouse Records, antes de sacar su primer LP titulado “Four Minute Mile” cuyas ventas se acercaron a las cuarenta mil copias.
Pronto comenzaron a tocar junto a grupos como Braid, Jimmy Eat World, Mineral y MxPx, entre otros. Después de una gira por Estados Unidos y Europa, tocando más de 200 conciertos al año The Get Up Kids volvió para trabajar en los temas para el disco “Something To Write Home About” (1999).
Dos años más tarde fue lanzado el disco titulado “Eudora” (2001), conteniendo 17 diferentes temas, donde destacan versiones de David Bowie, Mötley Crüe, Pixies y The Cure.
Al año siguiente salió al mercado “On a Wire” (2002), teniendo en su interior un total de 12 temas con una tendencia más suave en su sonido en comparación a sus anteriores placas.
En el 2004 fue puesto en el mercado el álbum titulado “Guilt Show”, conformado por 13 títulos, del cual sobresalió el sencillo "The One You Want". Para el 2005 fue lanzado una recopilación de temas en vivo, llamado “Live @ the Granada Theater”.
Tras diez años, cerca de cien temas grabados y varias vueltas al mundo la banda anuncia su separación con un comunicado en su página web:
"Creemos que lo mejor es dejar que los últimos diez años hablen por sí solos sobre lo que la banda ha sido. Podemos echar la vista atrás y decir que estamos orgullosos de todo lo que hemos realizado. Al final, recordaremos todo esto como buenos tiempos, esperamos que vosotros los recordéis de igual manera"
Su último concierto fue el 2 de julio de 2005 en Kansas City, su ciudad natal.
La banda anunció su regreso a fines del año 2008, como celebración y relanzamiento de su segundo disco.
En 2011, lanzan un nuevo disco, There Are Rules, aunque su sonido se aleja del sonido clásico de la banda, prefiriendo un acercamiento al post-punk y new wave.

## Miembros
Actuales
- Matthew Pryor – vocalista, guitarra (desde 1995)
- Jim Suptic – guitarra, coros (desde 1995)
- Rob Pope – bajo (desde 1995)
- Ryan Pope – batería, percusión (desde 1996)

Pasados
- Thomas Becker – batería, percusión (1995)
- Nathan Shay – batería, percusión (1996)
- James Dewees – teclados, coros (1999-2019)[3]

## Discografía
| Año  | Tipo de grabación | Título                        | Discográfica         |
| ---- | ----------------- | ----------------------------- | -------------------- |
| 1997 | Álbum             | Four Minute Mile              | Doghouse Records     |
| 1997 | EP                | Woodson                       | Doghouse Records     |
| 1999 | EP                | Red Letter Day                | Doghouse Records     |
| 1999 | Álbum             | Something To Write Home About | Vagrant Records      |
| 2001 | Álbum             | Eudora                        | Vagrant Records      |
| 2002 | Álbum             | On A Wire                     | Vagrant Records      |
| 2004 | Álbum             | Guilt Show                    | Vagrant Records      |
| 2005 | Álbum             | Live! @ The Granada Theater   | Vagrant Records      |
| 2010 | EP                | Simple Science                | Flyover Records      |
| 2011 | Álbum             | There Are Rules               | Quality Hill Records |
| 2019 | Álbum             | Problems                      | Big Scary Monsters   |